# Ribeira da Barca
Ribeira da Barca (crioll capverdià Rubera da Barka) és una vila al sud de l'illa de Santiago a l'arxipèlag de Cap Verd. Està situada a 11 kilòmetres al nord-oest d'Assomada.